# Línea A (Caleta Olivia)

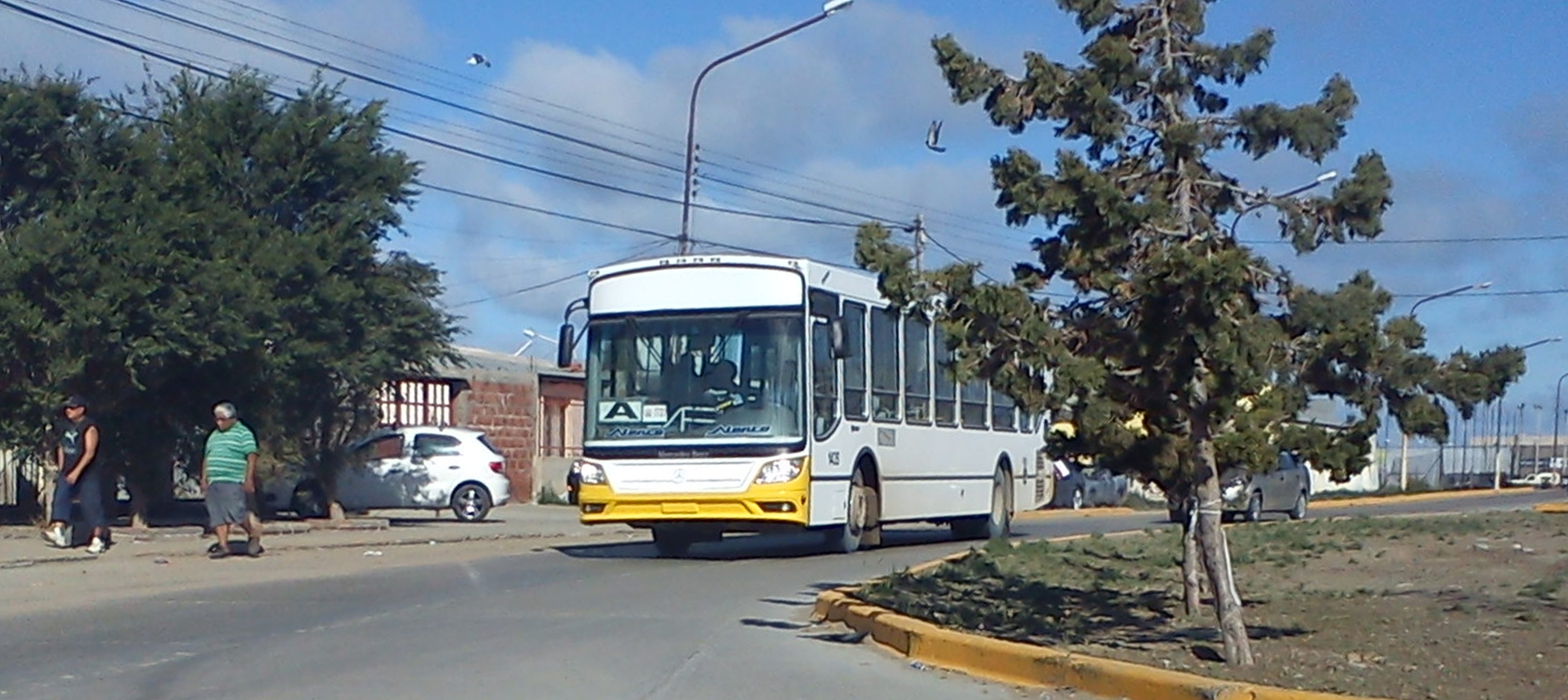
Línea A sobre Avenida Eva Perón.

La Línea A es un servicio de pasajeros del transporte de la ciudad de Caleta Olivia. Esta línea pertenece a la empresa MAXIA S.R.L. .

## Recorrido
Servicio diurno 
| BUS2 | KBHFa |

|  | BHF |

|  | BHF |

|  | BHF |

|  | BHF |

|  | BHF |

|  | BHF |

|  | BHF |

|  | BHF |

|  | BHF |

|  | BHF |

|  | BHF |

|  | BHF |

|  | BHF |

|  | BHF |

|  | BHF |

|  | BHF |

|  | BHF |

|  | BHF |

|  | BHF |

|  | BHF |

|  | BHF |

|  | BHF |

|  | KBHFe |